# Kundratice (Žiželice)
Kundratice jsou vesnice, část obce Žiželice v okrese Kolín. Nachází se asi 3,2 kilometru jihovýchodně od Žiželic. Kundratice leží v katastrálním území Kundratice u Žiželic nad Cidlinou o rozloze 1,15 km².

## Historie
První písemná zmínka o vesnici pochází z roku 1299.

## Obecní správa
V letech 1869–1930 k obci patřil Tetov.

## Společnost
Ve vsi Kundratice (přísl. Bílé Vchynice, Rasochy, Tetov, 1103 obyvatel, samostatná obec se později stala součástí Žiželic) byly v roce 1932 evidovány tyto živnosti a obchody: 6 hostinců, kamnář, 5 rolníků, 4 obchody se smíšeným zbožím, 2 spořitelní a záložní spolky, švadlena, 4 trafiky.

## Fotogalerie

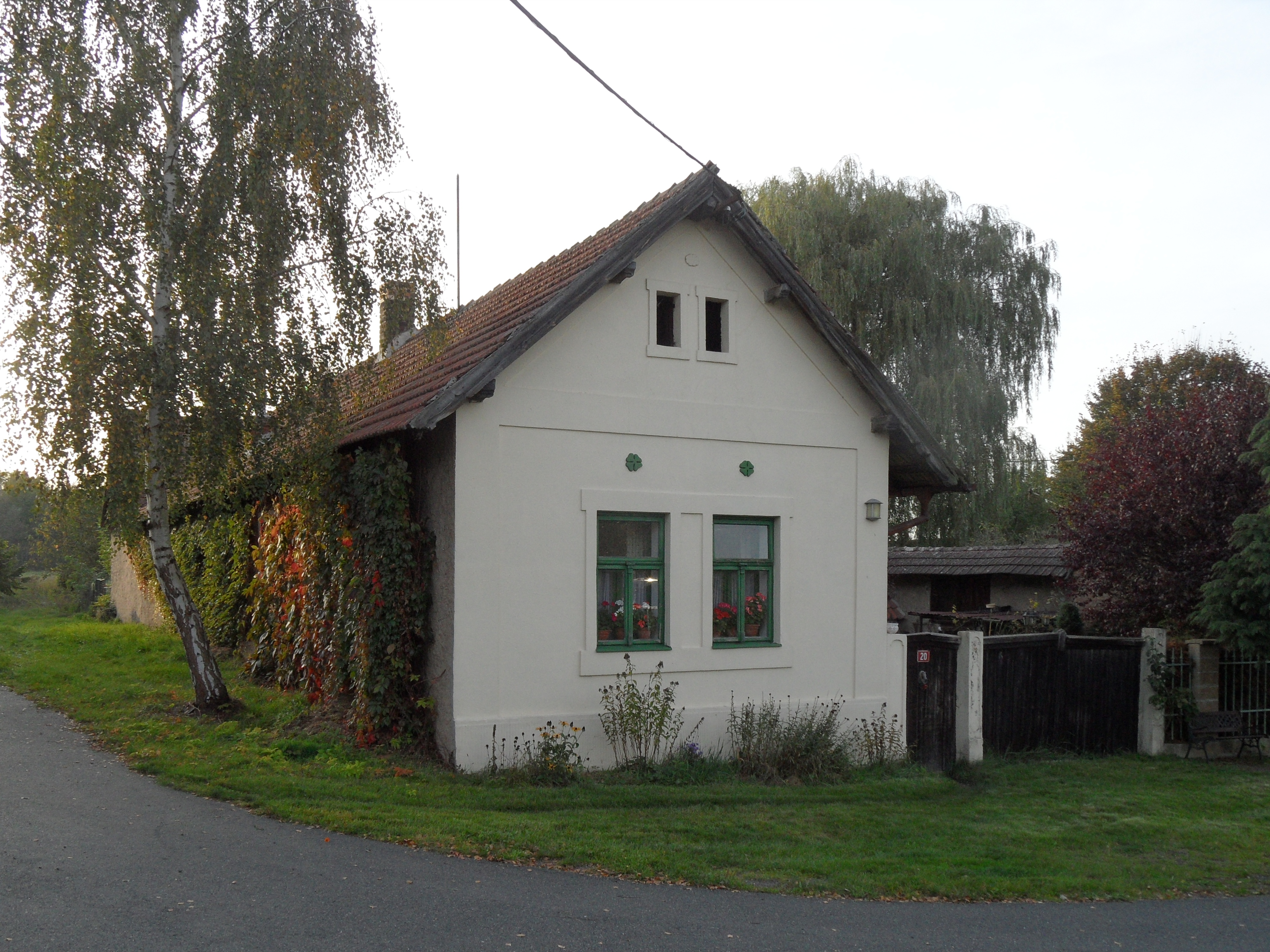
Dům čp. 20
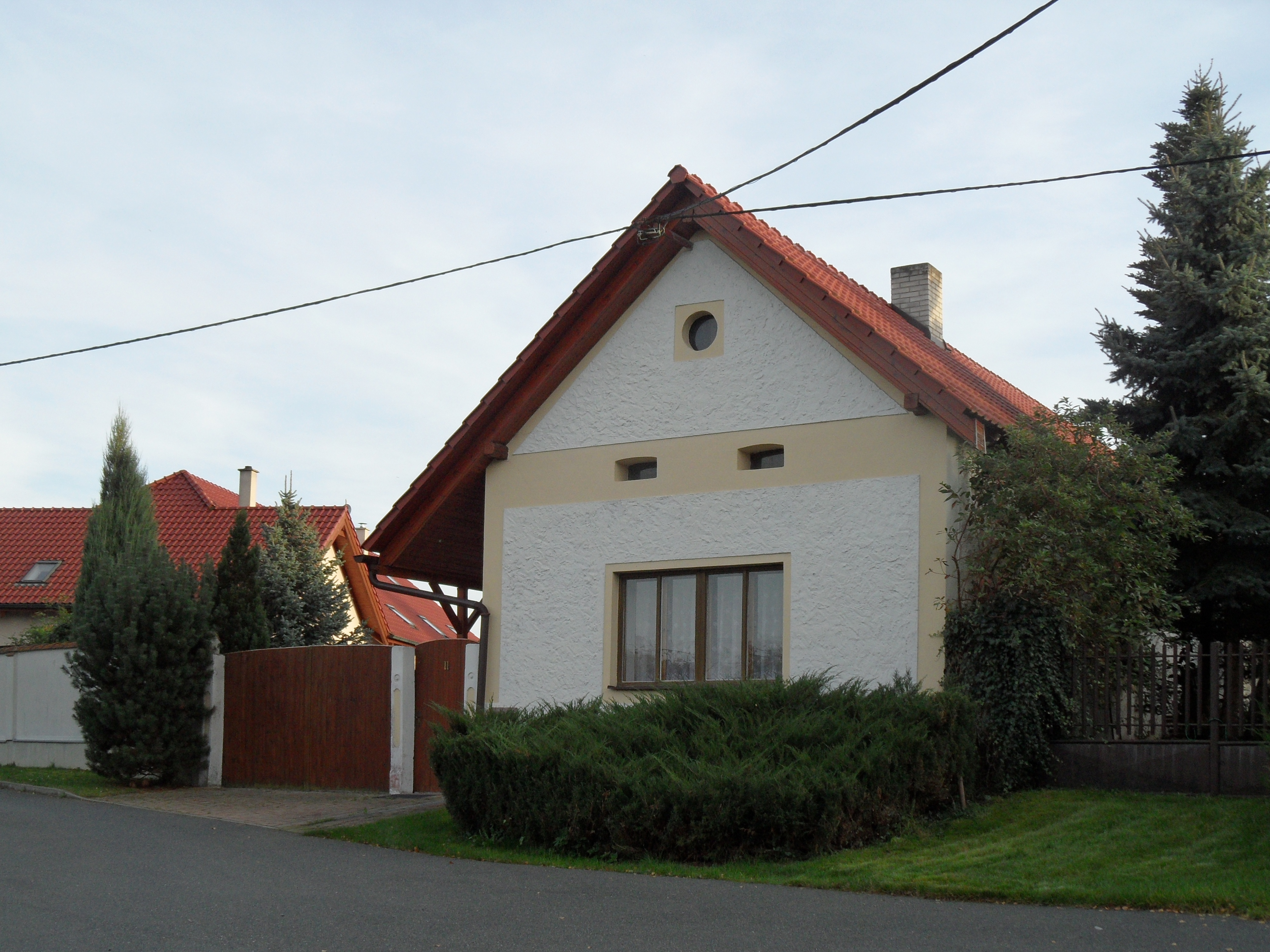
Dům čp. 11
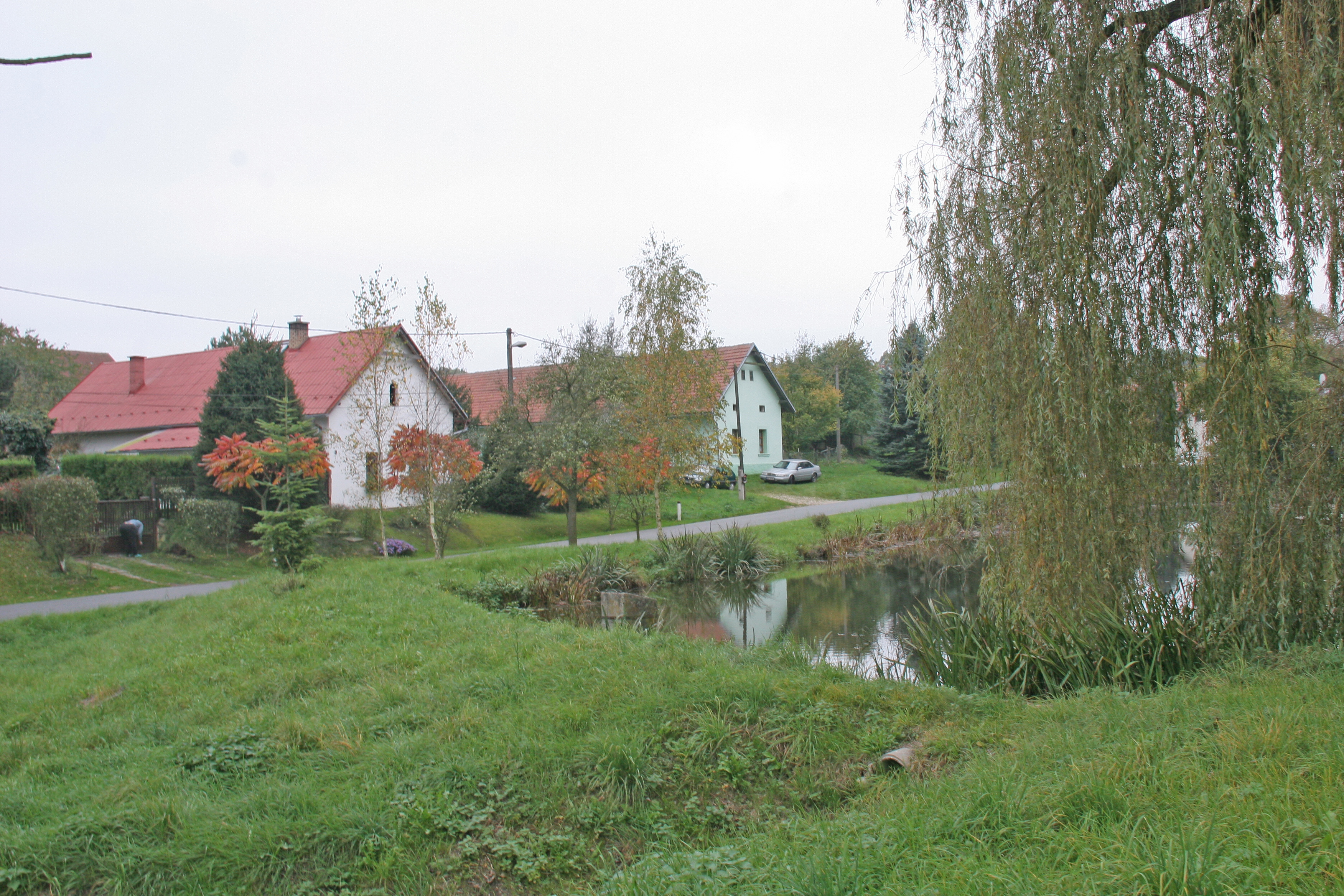
Domy za rybníčkem
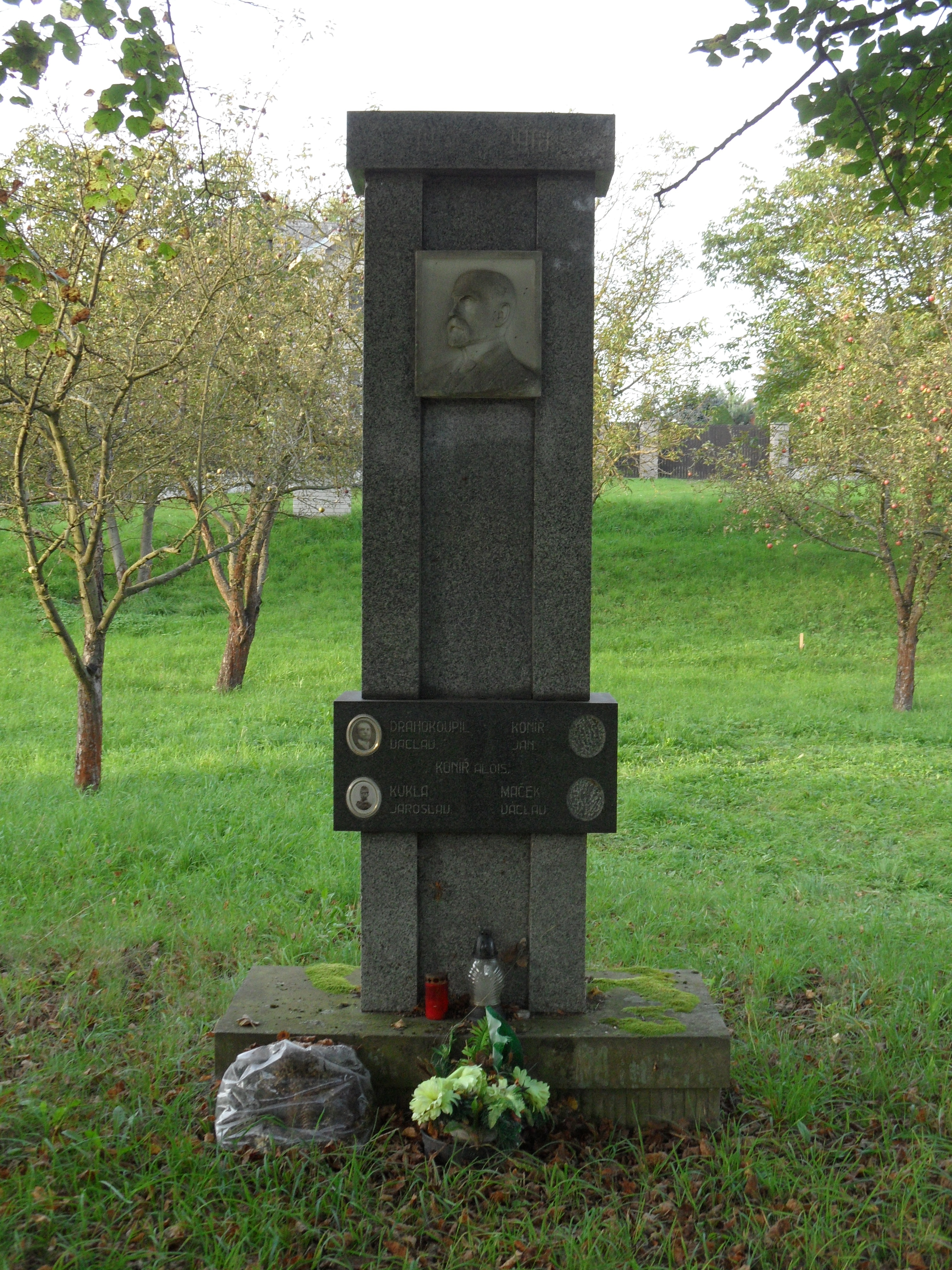
Památník obětem první světové války